# Śluza IV Wrocławska
 Śluza IV „Wrocławska” – śluza na Starym Kanale Bydgoskim w Bydgoszczy.
Stanowi jedną z budowli hydrotechnicznych starego odcinka Kanału Bydgoskiego, wyłączonego z eksploatacji w 1915 r. Jest to dawna piąta śluza drogi wodnej Wisła-Odra oraz czwarta śluza na Kanale Bydgoskim (1774–1915).
Zarządcą obiektu jest Zarząd Miasta Bydgoszczy.

## Lokalizacja
Śluza znajduje się w Bydgoszczy, przy ul. Wrocławskiej w parku nad starym Kanałem Bydgoskim.

## Historia
Śluzę wybudowano w latach 1773–1774, pierwotnie bliżej ul. Nakielskiej. Obecna forma budowli pochodzi z lat 1803–1810, kiedy dokonano pierwszej przebudowy drogi wodnej Wisła-Odra. Eksploatowana była z przeznaczeniem dla barek o ładowności do 200 ton do roku 1915, kiedy oddano nowy odcinek kanału z nowo wybudowanymi śluzami Okole i Czyżkówko. Do końca lat 40. XX w. wykorzystywana była awaryjnie. Ostateczne wyłączenie z eksploatacji nastąpiło pod koniec lat 60. XX w.
Od 1972 Stary Kanał Bydgoski wraz ze śluzami znajdował się w gestii miasta Bydgoszczy. W latach 1992–1993 obiekt odrestaurowano według projektu Gerarda Graczyka. W 2005 śluzę wraz z całym zespołem Kanału Bydgoskiego wpisano do rejestru zabytków województwa kujawsko-pomorskiego.
W latach 2015–2016 w pobliżu śluzy, między ul. Wrocławską a Cmentarzem Starofarnym, powstał nowy budynek mieszkalny. W 2017 rozpoczęto realizację 2 kolejnych, położonych na południe od IV śluzy. Ośmiokondygnacyjne budynki (w tym 2 podziemne kondygnacje garażowe), wyróżniają się dużymi, panoramicznymi balkonami i przeszklonymi tarasami oraz elewacją z materiałów imitujących cegłę i szkło, tynkowaną w odcieniach bieli i szarości. Mniejszy budynek od strony zachodniej zwęża się w kierunku parku, natomiast budynek od strony Wrocławskiej powstał na planie litery „L”. Planowany termin zakończenia inwestycji w roku 2020 nie został dotrzymany.
W ramach inwestycji rewitalizacji poddano również zabytkowy dom śluzowego (nr 5) z czerwonej cegły z II połowy XIX wieku, który ma pełnić funkcje biurowe. 

### Most przy śluzie
Od końca XVIII wieku przy śluzie znajdował się mostek dla pieszych. Po II wojnie światowej znajdowała się tu drewniana przeprawa tymczasowa. W 1962 most przebudowano do obecnej formy żelbetowej z jednią i chodnikami, opartego na starych przyczółkach. Prace prowadziło Płockie Przedsiębiorstwo Robót Mostowych.

## Charakterystyka
Jest to śluza komorowa o konstrukcji ceglanej, posadowiona na ruszcie palowym. Posiada zamknięcia w postaci drewnianych wrót wspornych dwuskrzydłowych, otwieranych w kierunku górnej wody. Zasuwy umożliwiające regulację przepływu wody i napełnianie komory posiadają napęd ręczny. Zachowany układ mechaniczny zasuw pochodzi z 1872 roku.

### Most przy śluzie
Przy głowie dolnej śluzy znajduje się most drogowy w ciągu ulicy Wrocławskiej w Bydgoszczy. Jego długość wynosi 7,9 m, szerokość 9,1 m oraz nośność 15 ton. Konstrukcja składa się z płyty żelbetowej monolitycznej opartej na przyczółkach kamienno-ceglanych połączonych z konstrukcją śluzy. Przeprawa mieści jezdnię oraz dwa chodniki dla pieszych. Przestrzeń żeglugowa pod obiektem wynosi ok. 3 x 6,5 m. Obiektem dysponuje Zarząd Dróg Miejskich i Komunikacji Publicznej w Bydgoszczy.